# Trombopoetin

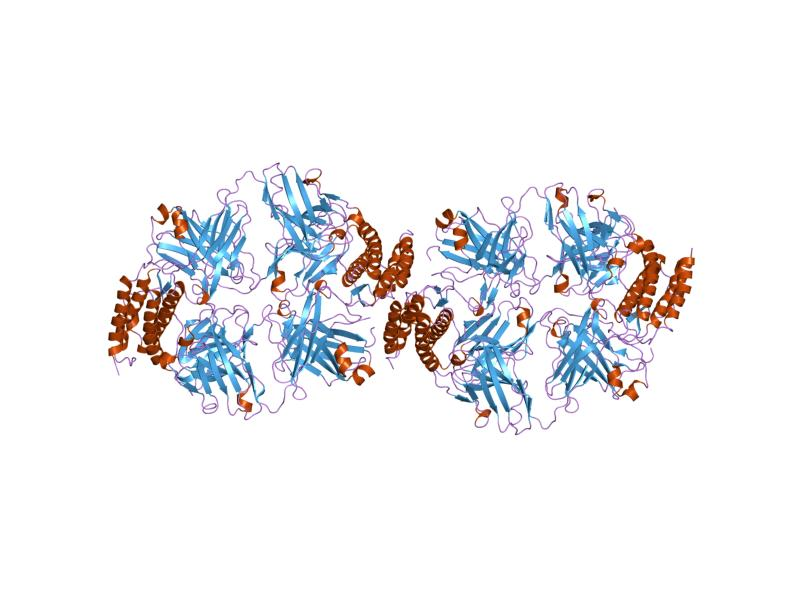
Schema struktury trombopoetinu

Trombopoetin, zkráceně THPO, je glykoproteinový hormon tvořený především v játrech. Je hlavním stimulátorem tvorby krevních destiček. Vazbou na receptory progenitorových buněk v kostní dřeni směřuje jejich další diferenciaci do megakaryocytové řady, a podporuje také zrání megakaryocytů. Zralé krevní destičky vznikají odlamováním výběžků těchto obrovských buněk.

## Popis
Trombopoetin je glykoproteinový hormon produkovaný játrech a ledvinách, který reguluje produkci krevních destiček . To stimuluje produkci a diferenciaci megakaryocytů, v buňkách kostní dřeně, které buduje z velkého počtu krevních destiček .
Zrání megakaryocytů je buněčný proces, vývoj, který vede k produkci krevních destiček. Tímto genem je kódován protein je humorální růstový faktor nezbytný pro megakaryocytů proliferaci a zrání, stejně jako pro trombopoiézu. Tento protein je ligand pro MLP / C_MPL, produktu z myeloproliferativní leukémie virového onkogenu.

### Genetika
Gen Trombopoetinu je umístěn na dlouhém rameni chromozomu 3 (q26.3-27). Abnormality v tomto genu se vyskytují v některých dědičných formách trombocytózy (vysoký počet krevních destiček), a v některých případech leukémie. Prvních 155 aminokyselin ze základního proteinu je v homologii s erytropoetinem .

### Funkce a regulace
Trombopoetin je produkován v játrech parenchymálními buňkami a sinusově v endoteliálních buňkách, stejně jako v ledvinách u proximálního tubulu buněk. Malá množství jsou rovněž vyrobeny příčně pruhovanými svaly a stromálními buňkami kostními. V játrech je jeho výroba je umocněna interleukinem 6 (IL-6). Nicméně, játra a stromální buňky kostní dřeně jsou primárními místy pro výrobu trombopoetinu.
Trombopoetin reguluje diferenciaci megakaryocytů a krevních destiček, ale studie na odstranění receptoru ukazují, že jeho účinky na krvetvorbě jsou mnohem univerzálnější.
Negativní zpětná vazba tromobopoetinu se liší od většiny hormonů v endokrinologii: Efektory regulují hormon přímo. Trombopoetin je vázán na povrch destiček MPL receptorem ( CD 110 ) a zničeny, čímž se snižuje vystavení megakaryocytů na hormon. Z tohoto důvodu, rostoucí a klesající koncentrace krevních destiček regulují hladiny trombopoetinu. Nízký počet krevních destiček vede k vyššímu stupni expozice trombopoetinu na nediferencovaných buňkách kostní dřeně, což vede k diferenciaci do megakaryocytů a dalšímu zrání těchto buněk. Na druhé straně, vysoká koncentrace krevních destiček vede k menší dostupnosti trombopoetinu do megakaryocytů.

### Terapeutická použití
Přes četné pokusy nebyl nalezen trombopoietin jako užitečný terapeuticky. Teoretické použití zahrnují nástup krevních destiček za darování krve a regeneraci krevních destiček po myelosupresivní chemoterapii. Zkušebně byl modifikovaný v rekombinantní formě, tj. se růst megakaryocytů a diferenciační faktor (MGDF) zastaví, když zdraví dobrovolníci vytvořili autoprotilátky proti endogennímu trombopoetinu a vyvinuli trombocytopenii. Romiplostim a Eltrombopag jsou strukturně odlišné sloučeniny, které stimulují stejnou dráhu. Ty se používají místo trombopoetinu. Čtyřvalentní peptidový analog je vyšetřován, stejně jako několik malých molekul činidla a několik nepeptidových ligandy c-Mpl, které působí analogicky jako trombopoetin.